# Nacaduba coelestis
Nacaduba coelestis är en fjärilsart som beskrevs av De Nicéville. Nacaduba coelestis ingår i släktet Nacaduba och familjen juvelvingar. Inga underarter finns listade i Catalogue of Life.